# Karl Schultz (Politiker)

Karl Schultz

Karl Ludwig Heinrich Schultz (* 6. Juli 1902 in Posen; † 21. November 1977 in Berlin-Spandau) war ein deutscher Politiker (NSDAP).

## Leben und Wirken
Nach dem Besuch der Oberrealschule in Spandau, die er 1918 mit der Primareife verließ, absolvierte Schultz eine zweijährige landwirtschaftliche Lehre. Seit 1920 verdiente er seinen Lebensunterhalt als Bankangestellter in Berlin-Spandau. Zu dieser Zeit begann Schultz sich in der völkischen Bewegung zu betätigen: Bis 1923 engagierte er sich im Deutsch-Sozialen Bund und dem Jugendbund Graf York von Wartenburg. In diesem Jahr wurde Schultz eigenen Angaben zufolge wegen seiner „Beteiligung an den Vorgängen im Fort Hahneberg“ verhaftet. Das Fort war während des Küstriner Putsches für kurze Zeit von den Putschisten besetzt.
Ende 1925 schloss Schultz sich der NSDAP an, in der er am 1. Juli 1928 mit der Ernennung zum Gauschatzmeisters im Gau Brandenburg erstmals Funktionärsaufgaben übernahm. Nach der nationalsozialistischen „Machtergreifung“ im Frühjahr 1933 wurde Schultz am 1. Mai 1933 zum Gauschatzmeister des Gaus Kurmark ernannt.
Nachdem Schultz bereits von April 1932 bis zur Auflösung dieser Körperschaft im Herbst 1933 als Abgeordneter der NSDAP im Preußischen Landtag gesessen hatte, gehörte er von November 1933 bis zum Frühjahr 1945 dem nationalsozialistischen Reichstag an, in dem er den Wahlkreis 4 (Potsdam) vertrat.
Im Berliner Adressbuch ist Schultz als Gauschatzmeister mit Wohnsitz in Spandau Ruhlebener Straße 139 verzeichnet.

## Ehe und Familie
Schultz heiratete am 18. Mai 1927 in Berlin-Spandau die Verkäuferin Erna Adelheid Ottilie Luise Jaenicke (* 2. September 1903 in Berlin-Staaken). Aus der Ehe ging eine 1928 geborene Tochter hervor. Die Ehe wurde durch ein am 26. Oktober 1940 rechtskräftig gewordenes Urteil des Landgerichts Berlin (278 R 161.40) geschieden.
Am 21. Oktober 1943 heiratete Schultz zum zweiten Mal.